# Upplands runinskrifter Fv1959;98
Upplands runinskrifter Fv1959;98, U Fv1959;98, är en medeltida brudstol av trä i Gamla Uppsala kyrka, Gamla Uppsala socken och Uppsala kommun med en runinskription på latin.

## Inskriften
Translitterering av runraden:
a͡u͡e ma͡ria
Normalisering till äldre fornsvenska:
Ave Maria
Översättning till nusvenska:
Ave Maria